# Rżaczi
Rżaczi (ros. Ржачи) – przystanek kolejowy w pobliżu miejscowości Barsuki, w rejonie suraskim, w obwodzie briańskim, w Rosji. Położony jest na linii Orsza - Uniecza. Jest to ostatni rosyjski punkt zatrzymywania się pociągów przed granicą z Białorusią.